# Franziska Weisz
Franziska Weisz (Vienna, 4 maggio 1980) è un'attrice austriaca.

## Biografia

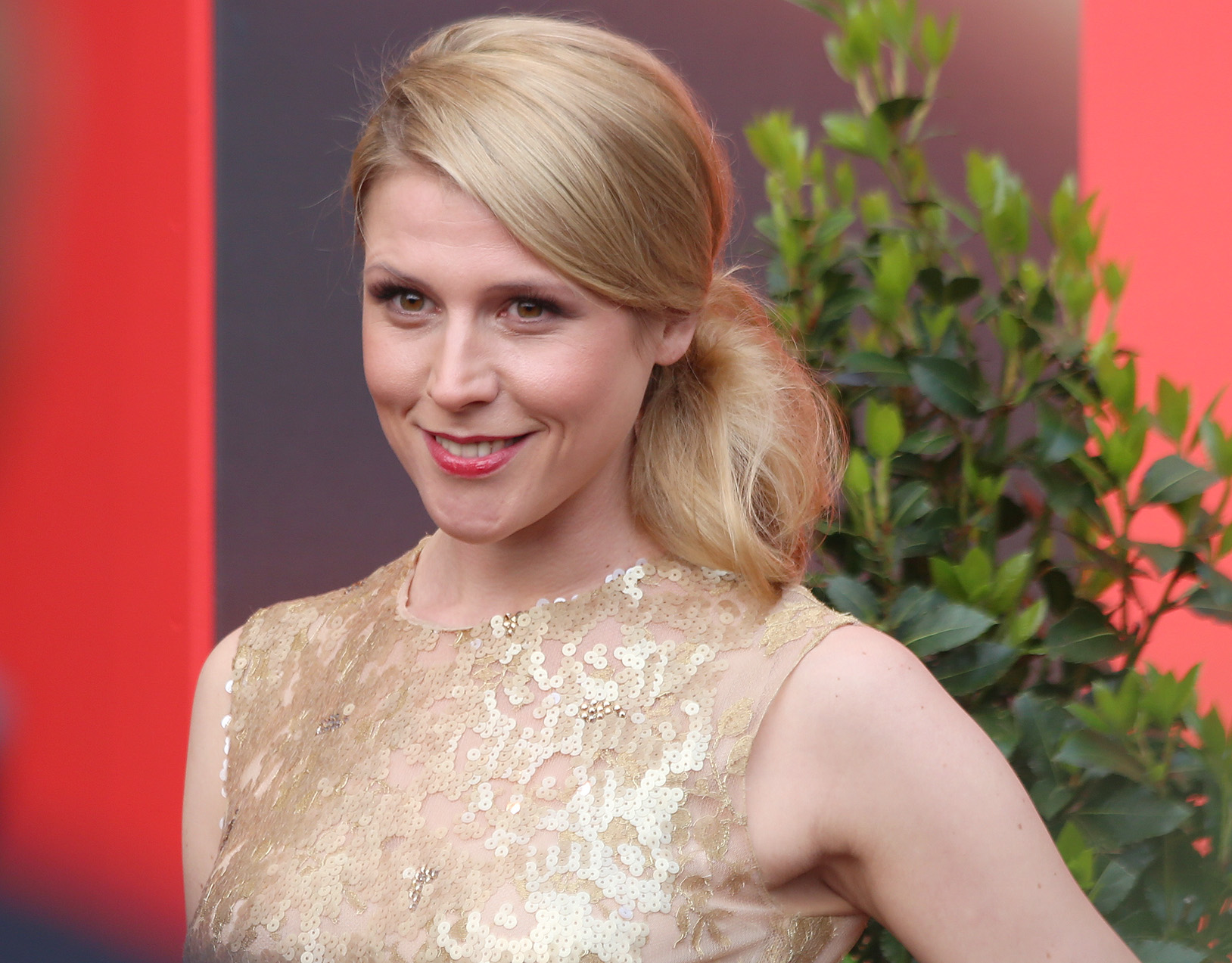
Al Romy Gala 2013.

Nata a Vienna nel 1980, ha vissuto dal 1999 al 2003 in Inghilterra, dove ha studiato Relazioni internazionali e media alla De Montfort University di Leicester e Ambiente e sviluppo al King's College London. Qui Franziska Weisz ha conosciuto il regista Ulrich Seidl, che nel 2001 l'ha voluta nel film Canicola, vincitore del Gran premio della giuria a Venezia.
Rientrata a Vienna per circa un anno, si è poi trasferita a Berlino dove ha avviato la carriera recitativa. Negli anni successivi è comparsa sia al cinema in Hotel di Jessica Hausner, che in televisione nel film Ich gehöre dir di Holger Barthel (Undine Award come miglior attrice esordiente nel 2004) e anche a teatro ne Il Tartuffo di Molière, al festival Sommerspiele Perchtoldsdorf del 2005. Lo stesso anno ha ricevuto dalla European Film Promotion lo Shooting Stars Award al Festival di Berlino.
È tornata alla Berlinale nel 2009 con due film fuori concorso ben accolti dalla critica, Distanz di Thomas Sieben e Das Vaterspiel di Michael Glawogger, e nel 2014 in concorso con Kreuzweg - Le stazioni della fede di Dietrich Brüggemann. Negli stessi anni ha partecipato anche a numerose serie televisive tra cui Tatort, Janus e Last Cop - L'ultimo sbirro.

## Filmografia

### Cinema
Lungometraggi
- Canicola (Hundstage), regia di Ulrich Seidl (2001)
- Hotel, regia di Jessica Hausner (2004)
- Il truffatore - The C(r)ook (C(r)ook), regia di Pepe Danquart (2004)
- In 3 Tagen bist du tot 2, regia di Andreas Prochaska (2008)
- Distanz, regia di Thomas Sieben (2009)
- Das Vaterspiel, regia di Michael Glawogger (2009)
- Renn, wenn du kannst, regia di Dietrich Brüggemann (2010)
- Il rapinatore (Der Räuber), regia di Benjamin Heisenberg (2010)
- Habermann, regia di Juraj Herz (2010)
- Tage die bleiben, regia di Pia Strietmann (2011)
- Tom und Hacke, regia di Norbert Lechner (2012)
- Drei Zimmer/Küche/Bad, regia di Dietrich Brüggemann (2012)
- Unter Frauen, regia di Hansjörg Thurn (2012)
- Kreuzweg - Le stazioni della fede (Kreuzweg), regia di Dietrich Brüggemann (2014)
- Heil, regia di Dietrich Brüggemann (2015)
- Hannas schlafende Hunde, regia di Andreas Gruber (2016)
- Tödliche Gefühle, regia di Markus Rosenmüller (2016)
- Der Traum von der neuen Welt, regia di Kai Christiansen (2017)
- Die Anfängerin, regia di Alexandra Sell (2017)
- Anna Fucking Molnar, regia di Sabine Derflinger (2017)

Cortometraggi
- Zum Beispiel Praterstern, regia di Marvin Kren (2005)
- Diebe, regia di Thomas Christian Eichtinger (2006)
- Triangle, regia di Stefan Wolner (2007)
- Nachtblind, regia di Florian Knittel (2007)
- Goldfisch99, regia di Stefan Wolner (2010)
- Die Hand vor Augen, regia di Dustin Loose (2011)

### Televisione
Film TV 
- Ich gehöre dir, regia di Holger Barthel (2002)
- Mein Mörder, regia di Elisabeth Scharang (2005)
- Mutig in die neuen Zeiten - Nur keine Wellen, regia di Harald Sicheritz (2006)
- Die Geschworene, regia di Nikolaus Leytner (2007)
- Mutig in die neuen Zeiten - Alles anders, regia di Harald Sicheritz (2008)
- Der erste Tag, regia di Andreas Prochaska (2008)
- Puccini, regia di Giorgio Capitani (2009)
- Ein halbes Leben, regia di Nikolaus Leytner (2009)
- Restrisiko, regia di Urs Egger (2011)
- Schandmal - Der Tote im Berg, regia di Thomas Berger (2011)
- Niemand ist eine Insel, regia di Carlo Rola (2011)
- Der Chinese, regia di Peter Keglevic (2011)
- Der zweite Mann, regia di Christopher Lenke e Philip Nauck (2013)
- Blutsschwestern, regia di Thomas Roth (2014)
- Die Fremde und das Dorf, regia di Peter Keglevic (2014)
- Ein Geheimnis im Dorf - Schwester und Bruder, regia di Peter Keglevic (2016)
- Die vierte Gewalt, regia di Brigitte Bertele (2016)
- Treffen sich zwei, regia di Ulrike von Ribbeck (2016)
- Ich will (k)ein Kind von Dir, regia di Ingo Rasper (2016)
- Treibjagd im Dorf, regia di Peter Keglevic (2017)
- Familie mit Hindernissen, regia di Oliver Schmitz (2017)
- Das Joshua-Profil, regia di Jochen Alexander Freydank (2018)

Serie TV
- Julia - Eine ungewöhnliche Frau (2003) – Episodio Schotter
- Tatort (2004) – Episodio Der Wächter der Quelle
- Quattro donne e un funerale (Vier Frauen und ein Todesfall) (2005) – Episodio Ali spezzate
- SOKO Kitzbühel (2006) – Episodio Das andere Gesicht
- Squadra Speciale Vienna (SOKO Donau) (2006) – Episodio Blind vor Liebe
- GSG9 - Squadra d'assalto (GSG9 - Ihr Einsatz Ist Ihr Leben) (2007) – Episodio Le ragazze dell'Est
- GSG9 - Squadra d'assalto (2008) – Episodio L'attentato
- Fast Forward (Schnell ermittelt) (2010) – Episodio Il caso Simon Koller
- 14º Distretto (Großstadtrevier) (2011) – Episodio Sturköppe
- SOKO Kitzbühel (2012) – Episodio Casino
- Squadra Speciale Vienna (2012) – Episodio Ganz unten
- Die Bergretter (2013) – Episodio Tödliches Vertrauen
- Last Cop - L'ultimo sbirro (Der letzte Bulle) (2013) – Quarta stagione
- Alfred Brehm - Die Gefühle der Tiere (2013) – Serie di documentari
- Ultima traccia: Berlino (Letzte Spur Berlin) (2013) – Episodio Ideale
- Janus (2013)
- Paul Kemp - Alles kein Problem (2013) – Episodio Der letzte Wille
- Der Bergdoktor (2014) – Episodio Schuld
- Homeland - Caccia alla spia (Homeland) (2015) – Episodio Il nostro uomo a Damasco
- LandKrimi (2015) – Episodio Kreuz des Südens
- Tatort (2016) – Episodio Zorn Gottes
- Tatort (2017) – Episodi Böser Boden, Dunkle Zeit
- Friesland (2018) – Episodio Der blaue Jan
- Der Staatsfeind (2018) – Miniserie
- Tatort (2018) – Episodi Alles was Sie sagen, Treibjagd
- The Swarm - Il quinto giorno (Der Schwarm) (2023)

## Riconoscimenti

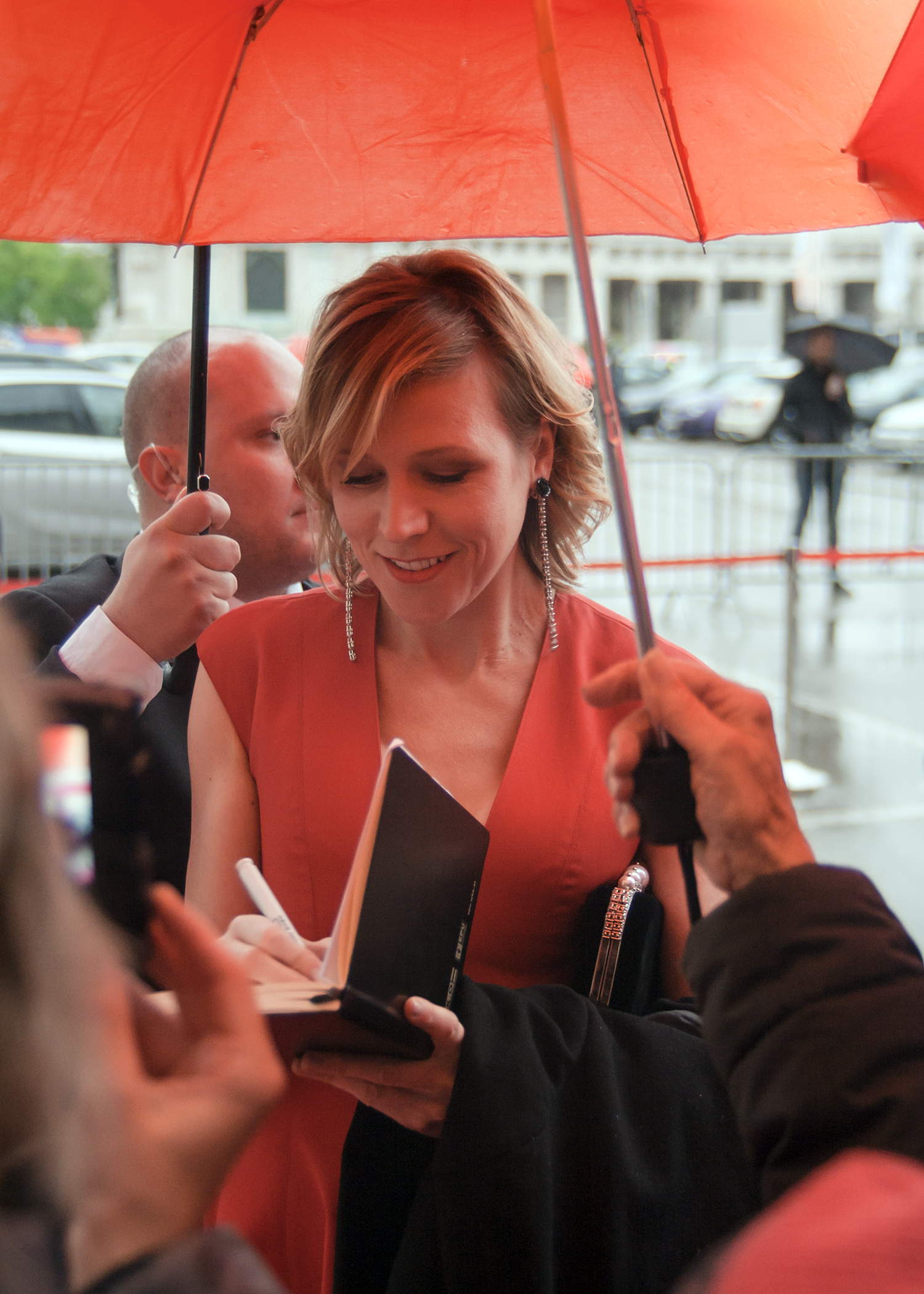
Al Romy Gala 2017, candidatura come miglior attrice per due film tv.

- Undine Awards
2004 – Miglior attrice esordiente in un film per la televisione per Ich gehöre dir
- Festival internazionale del cinema di Berlino
2005 – Shooting Stars Award
- Undine Awards
2005 – Candidatura per il miglior giovane caratterista per Hotel
- Romy Gala
2014 – Candidatura per la miglior attrice in una serie tv per Janus
2016 – Candidatura per la miglior attrice in una serie tv per LandKrimi (per l'episodio Kreuz des Südens)
2017 – Candidatura per la miglior attrice per Ein Geheimnis im Dorf – Schwester und Bruder e Die vierte Gewalt
- Jupiter Award
2017 – Candidatura per la miglior attrice televisiva tedesca per Ein Geheimnis im Dorf – Schwester und Bruder

## Doppiatrici italiane
Nelle versioni in italiano dei suoi film, Franziska Weisz è stata doppiata da:
- Moira Angelastri in Il rapinatore
- Paola Majano in Last Cop - L'ultimo sbirro
- Paola Della Pasqua in Kreuzweg - Le stazioni della fede